# Stenanthemum patens
Stenanthemum patens är en brakvedsväxtart som beskrevs av Barbara Lynette Rye. Stenanthemum patens ingår i släktet Stenanthemum och familjen brakvedsväxter. Inga underarter finns listade i Catalogue of Life.